# Letov Š-5
De Letov Š-5 is een Tsjechoslowaaks dubbelzits-dubbeldekker-verkenningsvliegtuig gebouwd door Letov. De Š-5 is ontworpen door ingenieur Alois Šmolík. Het toestel vloog voor het eerst in 1923. Van dit type is op zijn minst één vliegtuig gebouwd en aan de Tsjechoslowaakse luchtmacht afgeleverd.

## Specificaties
- Bemanning: 2, een piloot en een observeerder
- Lengte: 8,30 m
- Spanwijdte: 12,70 m
- Hoogte: 2,62 m
- Vleugeloppervlak: 35,9 m2
- Leeggewicht: 955 kg
- Maximumstartgewicht: 1 477 kg
- Motor: 1× Breitfeld & Daněk Hiero L 6-cilinder, 169 kW (230 pk)
- Maximumsnelheid: 195 km/h
- Kruissnelheid: 152 km/h
- Vliegbereik: 614 km
- Plafond: 5 000 m

## Gebruikers
- Tsjecho-Slowakije